# Список дипломатичних місій Папуа Нової Гвінеї
Список дипломатичних місій Папуа Нової Гвінеї — Папуа Нова Гвінея має обмежену кількість дипломатичних представництв за кордоном, переважно в країнах Тихоокеанського басейну. Папуа Нова Гвінея є членом Британської співдружності, і в інших державах-членах цієї організації її посольства очолюють «вищі комісари» в ранзі посла.

## Європа
- Бельгія, Брюссель (посольство)
- Велика Британія, Лондон (вищий комісаріат)

## Америка
- США, Вашингтон (посольство)

## Азія
- Китай, Пекін (посольство)
- Індія, Нью-Делі (вищий комісаріат)
- Індонезія, Джакарта (посольство)
  - Порт-Нумбай (генеральне консульство)
- Японія, Токіо (посольство)
- Малайзія, Куала-Лумпур (вищий комісаріат)
- Філіппіни, Маніла (посольство)
- Південна Корея, Сеул (посольство)

## Океанія
- Австралія, Канберра (вищий комісаріат)
  - Брисбен (генеральне консульство)
  - Сідней (генеральне консульство)
- Фіджі, Сува (вищий комісаріат)
- Нова Зеландія, Веллінгтон (вищий комісаріат)
- Соломонові Острови, Хоніара (вищий комісаріат)

## Міжнародні організації
- Брюссель (Постійна місія при ЄС)
- Нью-Йорк (Постійна місія при ООН)